# Équipe cycliste Unibet.com Continental
L'équipe cycliste Unibet.com Continental est une ancienne équipe cycliste belge ayant le statut d'équipe continentale de 2005 à 2007. Elle sert d'équipe réserve à la formation Unibet.com.

## Histoire de l'équipe
L'équipe disparaît à la fin de la saison 2007.

## Principales victoires
- Scandinavian Open Road Race : Lucas Persson (2007)

## Classements UCI
Entre 2005 et 2007, l'équipe obtient une licence d'équipe continentale et participe aux circuits continentaux et principalement à des épreuves de l'UCI Europe Tour. Le tableau ci-dessous présente le classement de l'équipe sur le circuit, ainsi que son meilleur coureur au classement individuel.
UCI Europe Tour
| Saison | Classement par équipes | Meilleur coureur au classement individuel |
| ------ | ---------------------- | ----------------------------------------- |
| 2005   | 72e                    | Kenny Dehaes (431e)                       |
| 2006   | 115e                   | Stijn Ennekens (829e)                     |
| 2007   | 80e                    | Lucas Persson (195e)                      |